# Wiesmaden
Wiesmaden (früher auch Wiesmatten) ist eine  Ortschaft und eine Katastralgemeinde der Marktgemeinde Gastern im Bezirk Waidhofen an der Thaya im niederösterreichischen Waldviertel mit 53 Einwohnern (Stand 1. Jänner 2024).

## Geografie
Die über die Landesstraße L8176 erreichbare Streusiedlung befindet sich westlich von Gastern. Der Ort ist nach Südosten exponiert und entwässert über einen Zubringer in den Reutbach. Am 1. April 2020 umfasste die Ortschaft 28 Adressen.

## Geschichte
In der Mitte des 17. Jahrhunderts verfügte Kleinzwettl über mehrere große Wiesen am Reinberg, die der Herrschaft Heidenreichstein gehörten. 1738 wurde dort ein erster Siedler genannt und 1755 erscheint der Ort erstmals als Dorf auf, deren Bewohner überwiegend Weber oder Handwerker waren. Im Jahr 1822 wurde der Ort als Amt mit 21 Häusern genannt, das nach Gastern eingepfarrt war, wohin auch die Kinder eingeschult wurden. Die Herrschaft Heidenreichstein besaß die Ortsobrigkeit, übte die Landgerichtsbarkeit aus, besorgte die Konskription und hatte die Grundherrschaft inne. Laut Adressbuch von Österreich waren im Jahr 1938 in Wiesmaden ein Gastwirt, zwei Viehhändler und einige Landwirte ansässig.